# Hoffenheim
Hoffenheim falu Németország Baden-Württemberg tartományában, Rhein-Neckar járásban. Sinsheim város része. 2017 végi adat szerint lakosainak száma 3266.

## Története

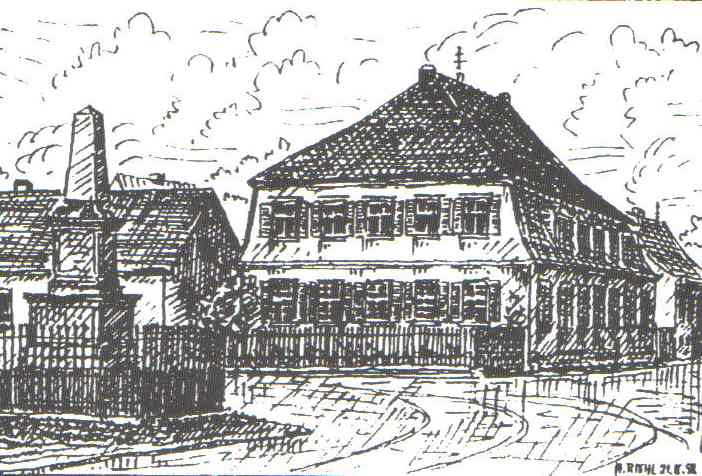
1781-ben a hoffenheimi kastélyt építtette

A helyet a történelem előtti idők óta lakják. A települést 773-ban említi először forrás, a lorschi füveskönyv Hovaheim néven. 
1673-ban a francia–holland háborúban és 1689-ben a pfalzi örökösödési háborúban franciák feldúlták a falut. 1806-ban a Badeni Nagyhercegséghez csatolta.
A falu 1972. július 1-én olvadt be Sinsheimba.

## Sport
Hoffenheim a Bundesligában játszó TSG 1899 Hoffenheim nevű futballklub otthona. A meccseket azonban nem itt játsszák, hanem a sinsheimi külváros Steinsfurtban lévő, 30 ezer néző befogadására alkalmas Rhein-Neckar-Arena stadionban.

## Galéria

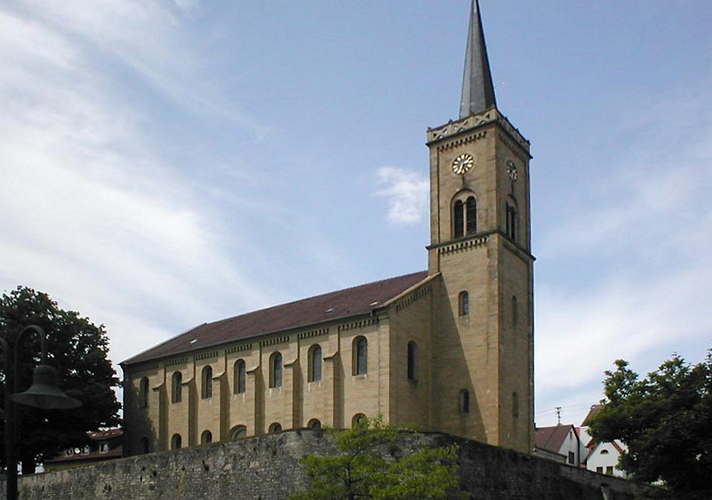
evangélikus templom
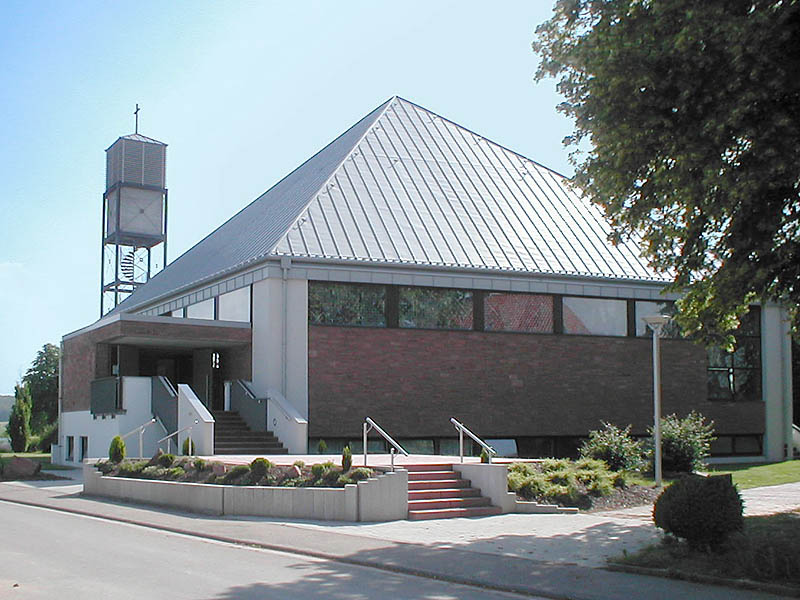
katolikus templom
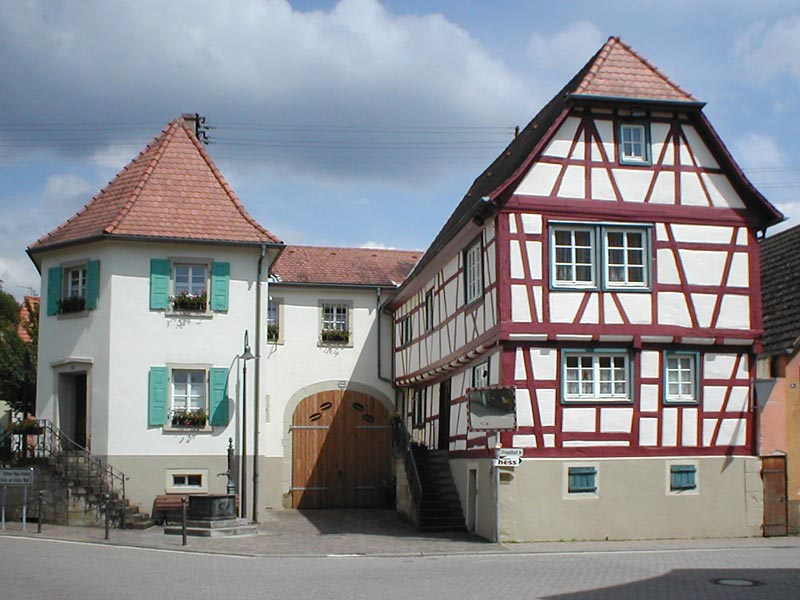
Dahlem ház
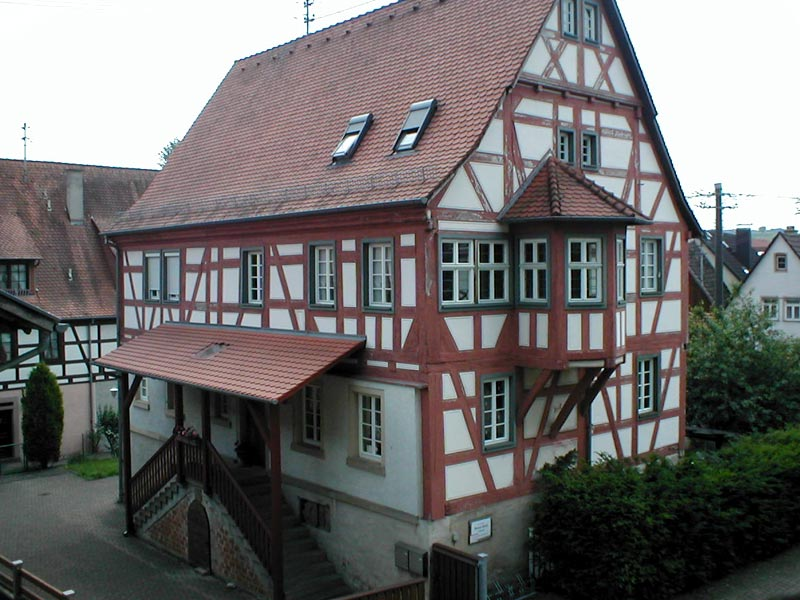
Neff ház
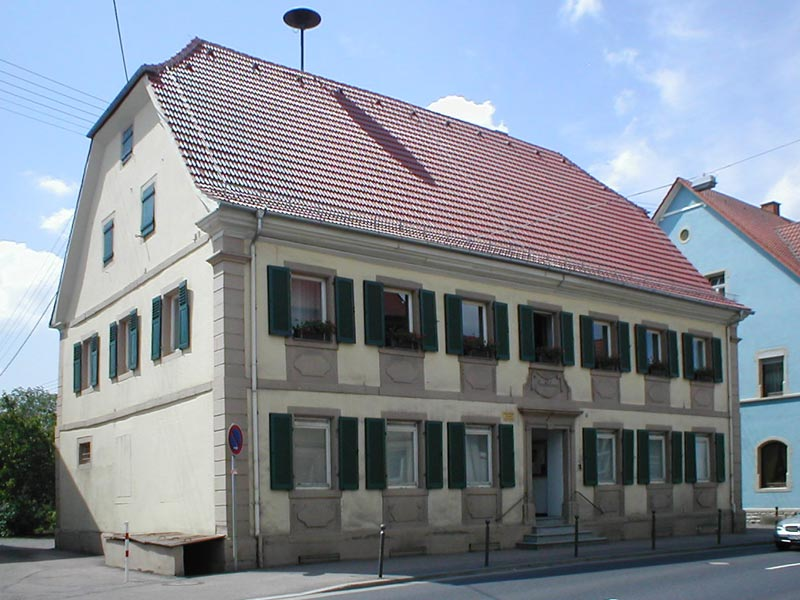
tanácsház
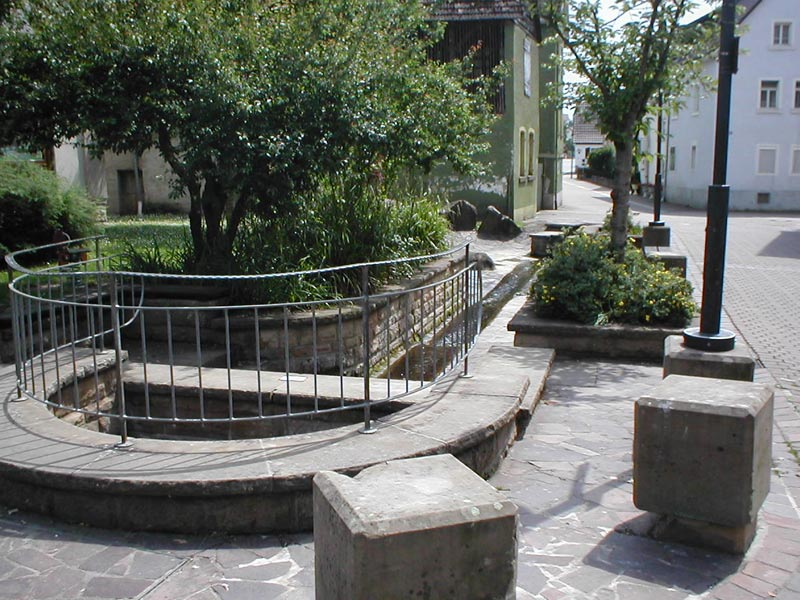
falusi kút
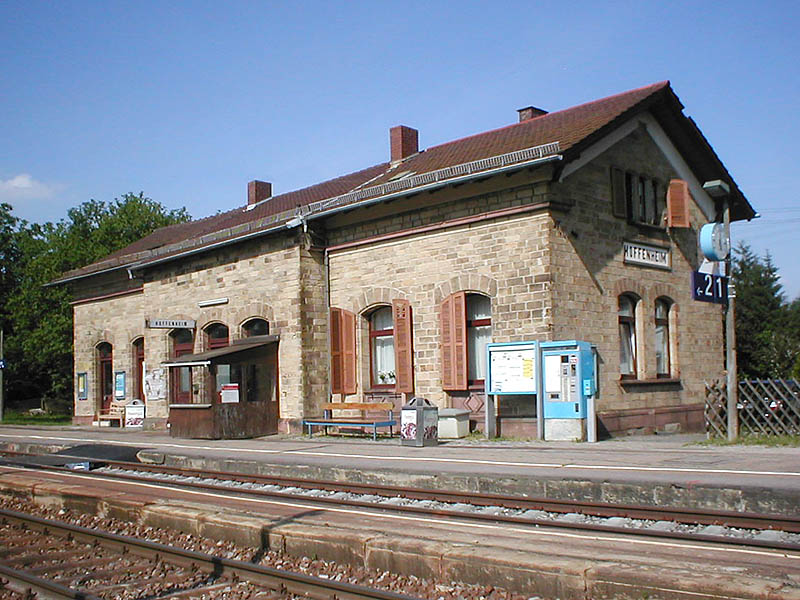
Vasútállomás, újítás előtt

## Fordítás
Ez a szócikk részben vagy egészben  a   Hoffenheim című angol Wikipédia-szócikk ezen változatának fordításán alapul.  Az eredeti cikk szerkesztőit annak laptörténete sorolja fel. Ez a jelzés csupán a megfogalmazás eredetét és a szerzői jogokat jelzi, nem szolgál a cikkben szereplő információk forrásmegjelöléseként.